# Labanda saturalis
Labanda saturalis är en fjärilsart som beskrevs av Walker 1865. Labanda saturalis ingår i släktet Labanda och familjen trågspinnare. Inga underarter finns listade i Catalogue of Life.